# Představitelé Vnitřního Mongolska
Představitelé Vnitřního Mongolska stojí v čele správy autonomní oblasti Vnitřní Mongolsko. V čele správy Vnitřního Mongolska stojí předseda (ču-si, 主席) řídící lidovou vládu autonomní oblasti Vnitřní Mongolsko (Nej Meng-ku chuej-ču c’-č’-čchü žen-min čeng-fu, 内蒙古自族自治区人民政府). Nejvyšší politické postavení v oblasti má však tajemník vnitromongolského oblastního výboru Komunistické strany Číny, vládnoucí politické strany oblasti i celého státu. K dalším předním představitelům Vnitřního Mongolska patří předseda oblastního lidového shromáždění (zastupitelského sboru) a předseda oblastního výboru Čínského lidového politického poradního shromáždění (ČLPPS).
V politickém systému Čínské lidové republiky, analogicky k centrální úrovni, má příslušný regionální výbor komunistické strany v čele s tajemníkem ve svých rukách celkové vedení, lidová vláda v čele předsedou (u autonomní oblasti), guvernérem (u provincie) nebo starostou (u města) řídí administrativu regionu, lidové shromáždění plní funkce zastupitelského sboru a lidové politické poradní shromáždění má poradní a konzultativní funkci.

## Tajemníci vnitromongolského oblastního výboru Komunistické strany Číny (od 1947)
Komunisty Vnitřního Mongolska po roce 1949 vedl oblastní výbor strany v čele s tajemníkem, resp. prvním tajemníkem. Po zřízení oblastního revolučního výboru v listopadu 1967 jeho předseda stanul i v čele komunistů provincie. Od roku 1971 opět fungoval oblastní výbor strany v čele s prvním tajemníkem. Od poloviny 80. let v čele oblastního výboru KS Číny stojí tajemník s několika zástupci tajemníka. 
Ve sloupci „Další funkce“ jsou uvedeny nejvýznamnější úřady zastávané současně s výkonem funkce tajemníka oblastního výboru strany, případně pozdější působení v politbyru a stálém výboru politbyra.
| Jméno (životní data)                | Od            | Do            | Další funkce a poznámky |
| ----------------------------------- | ------------- | ------------- | --- |
| Ulanfu (乌兰夫) (1907–1988)         | červenec 1947 | srpen 1966    | předseda lidové vlády Vnitřního Mongolska (1947–1966), velitel a komisař vnitromongolského vojenského okruhu (1949–1966), předseda vnitromongolského oblastního výboru ČLPPS (1965–1966), kandidát politbyra ÚV KS Číny (1956–1966) a člen politbyra ÚV KS Číny (1977–1985), viceprezident ČLR (1983–1988) |
| Sie Süe-kung (解学恭) (1916–1993)   | srpen 1966    | leden 1967    | předtím první tajemník šansijského provinčního výboru KS Číny (1952), později předseda tchienťinského revolučního výboru (1967–1978), první tajemník tchienťinského městského výboru KS Číny (1971–1978)                                                                                                   |
| Jou Tchaj-čung (尤太忠) (1918–1998) | květen 1971   | říjen 1978    | předseda revolučního výboru Vnitřního Mongolska (1971–1978), předseda vnitromongolského oblastního výboru ČLPPS (1977–1979), později velitel čchengtuského vojenského okruhu (1980–1982), velitel kuangčouského vojenského okruhu (1982–1987)                                                              |
| Čou Chuej (周惠) (1918–2004)        | říjen 1978    | březen 1986   | předtím první tajemník chunanského provinčního výboru KS Číny (1957–1959) |
| Čang Šu-kuang (张曙光) (1920–2002)  | březen 1986   | srpen 1987    | předtím guvernér Che-peje (1983–1986) |
| Wang Čchün (王群) (1926–2017)       | srpen 1987    | srpen 1994    | předseda oblastního lidového shromáždění Vnitřního Mongolska (1993–1997) |
| Liou Ming-cu (刘明祖) (1936–2022)   | srpen 1994    | srpen 2001    | předtím předseda kuangsijského oblastního lidového shromáždění (1993–1995), předseda oblastního lidového shromáždění Vnitřního Mongolska (1997–2003) |
| Čchu Po (储波) (* 1944)             | srpen 2001    | listopad 2009 | předtím guvernér Chu-nanu (1998–2001), předseda oblastního lidového shromáždění Vnitřního Mongolska (2001–2010) |
| Chu Čchun-chua (胡春华) (* 1963)    | listopad 2009 | prosinec 2012 | předtím první tajemník ÚV Komunistického svazu mládeže Číny (2006–2008), guvernér Che-peje (2008–2009), předseda oblastního lidového shromáždění Vnitřního Mongolska (2010–2013), první tajemník kuangtungského provinčního výboru KS Číny (2012–2017), člen 18. a 19. politbyra ÚV KS Číny (2012–2022)    |
| Wang Ťün (王君) (* 1952)            | prosinec 2012 | srpen 2016    | předtím guvernér Šan-si (2008–2012), předseda oblastního lidového shromáždění Vnitřního Mongolska (2013–2017) |
| Li Ťi-cheng (李纪恒) (* 1957)       | srpen 2016    | říjen 2019    | předtím guvernér Jün-nanu (2011–2014), tajemník jünnanského provinčního výboru KS Číny (2014–2016), předseda oblastního lidového shromáždění Vnitřního Mongolska (2017–2019), ministr občanských záležitostí (2019–2022)                                                                                   |
| Š’ Tchaj-feng (石泰峰) (* 1956)     | říjen 2019    | duben 2022    | předtím guvernér Ťiang-su (2015–2017), tajemník ningsiaského oblastního výboru KS Číny (2017–2019), předseda oblastního lidového shromáždění Vnitřního Mongolska (2020–2022), člen politbyra ÚV KS Číny (2022– ) a tajemník ÚV KS Číny (2022– ), místopředseda celostátního výboru ČLPPS (2023– )          |
| Sun Šao-čcheng (孙绍骋) (* 1960)    | duben 2022    | ve funkci     | předtím ministr pro záležitosti veteránů (2018–2022), předseda oblastního lidového shromáždění Vnitřního Mongolska (2023– ) |

## Předsedové lidové vlády Vnitřního Mongolska (od 1947)
Civilní administrativu Vnitřního Mongolska v letech 1949–1955 řídila lidová vláda autonomní oblasti Vnitřní Mongolsko v čele s předsedou, od dubna 1955 lidový výbor v čele s předsedou. Od listopadu 1967 do prosince 1979 správu oblasti vedl revoluční výbor autonomní oblasti Vnitřní Mongolsko v čele s předsedou. Od prosince 1979 stojí v čele administrativy oblasti opět lidová vláda autonomní oblasti Vnitřní Mongolsko vedená předsedou.
| Jméno (životní data)                    | Od            | Do            | Další funkce a poznámky |
| --------------------------------------- | ------------- | ------------- | --- |
| Ulanfu (乌兰夫) (1907–1988)             | květen 1947   | 1966          | tajemník vnitromongolského oblastního výboru KS Číny (1947–1966), velitel a komisař vnitromongolského vojenského okruhu (1949–1966), předseda vnitromongolského oblastního výboru ČLPPS (1965–1966), kandidát politbyra ÚV KS Číny (1956–1966) a člen politbyra ÚV KS Číny (1977–1985), viceprezident ČLR (1983–1988) |
| Tcheng Chaj-čching (滕海清) (1909–1997) | listopad 1967 | květen 1971   | velitel vnitromongolského vojenského obvodu (duben 1967 – 1971) |
| Jou Tchaj-čung (尤太忠) (1918–1998)     | květen 1971   | říjen 1978    | první tajemník vnitromongolského oblastního výboru KS Číny (1971–1978), předseda vnitromongolského oblastního výboru ČLPPS (1977–1979), později velitel čchengtuského vojenského okruhu (1980–1982), velitel kuangčouského vojenského okruhu (1982–1987)                                                              |
| Kchung Fej (孔飞) (1911–1993)           | říjen 1978    | prosinec 1982 | |
| Bög (布赫) (1927–2017)                  | prosinec 1982 | květen 1993   | Mongol, syn Ulanfua, otec Pu Siao-lin, místopředseda stálého výboru VSLZ (1993–2003) |
| Ölzí (乌力吉) (1933–2001)               | květen 1993   | leden 1998    | Mongol |
| Jün Pu-lung (云布龙) (1937–2000)        | leden 1998    | červen 2000   | Mongol, zemřel v úřadu |
| Ojuunčimeg (乌云其木格) (* 1942)        | srpen 2000    | duben 2003    | žena, Mongolka, místopředsedkyně stálého výboru VSLZ (2003–2013) |
| Jang Ťing (杨晶) (* 1953)               | duben 2003    | duben 2008    | Mongol, později předseda státní komise pro záležitosti národností (2008–2013), tajemník sekretariátu ÚV KS Číny (2012–2017), generální sekretář státní rady (2013–2018) |
| Bagatur (巴特尔) (* 1955)               | duben 2008    | březen 2016   | Mongol, později předseda státní komise pro záležitosti národností (2016–2020), místopředseda celostátního výboru ČLPPS (2018– ) |
| Pu Siao-lin (布小林) (* 1958)           | březen 2016   | srpen 2021    | žena, Mongolka, dcera Böga |
| Wang Li-sia (王莉霞) (* 1964)           | srpen 2021    | ve funkci     | žena, Mongolka |

## Předsedové vnitromongolského oblastního lidového shromáždění (od 1979)
Od roku 1993 je předsedou vnitromongolského oblastního lidového shromáždění (to jest oblastního zastupitelského sboru) zpravidla volen tajemník vnitromongolského oblastního výboru KS Číny. 
| Jméno (životní data)              | Od            | Do            | Další funkce a poznámky |
| --------------------------------- | ------------- | ------------- | --- |
| Tching Mao (廷懋) (1913–2004)     | prosinec 1979 | duben 1983    | |
| Batubagen (巴图巴根) (1924–2012)  | duben 1983    | květen 1993   | Mongol |
| Wang Čchün (王群) (1926–2017)     | květen 1993   | leden 1997    | tajemník vnitromongolského oblastního výboru KS Číny (1987–1994) |
| Liou Ming-cu (刘明祖) (1936–2022) | leden 1997    | leden 2003    | tajemník vnitromongolského oblastního výboru KS Číny (1994–2001) |
| Čchu Po (储波) (* 1944)           | leden 2003    | leden 2010    | předtím guvernér Chu-nanu (1998–2001), tajemník vnitromongolského oblastního výboru KS Číny (2001–2009) |
| Chu Čchun-chua (胡春华) (* 1963)  | leden 2010    | leden 2013    | předtím první tajemník ÚV Komunistického svazu mládeže Číny (2006–2008), guvernér Che-peje (2008–2009), později tajemník vnitromongolského oblastního výboru KS Číny (2009–2012), první tajemník kuangtungského provinčního výboru KS Číny (2012–2017), člen 18. a 19. politbyra ÚV KS Číny (2012–2022) |
| Wang Ťün (王君) (* 1952)          | leden 2013    | leden 2017    | předtím guvernér Šan-si (2008–2012), tajemník vnitromongolského oblastního výboru KS Číny (2012–2016) |
| Li Ťi-cheng (李纪恒) (* 1957)     | leden 2017    | listopad 2019 | předtím guvernér Jün-nanu (2011–2014), tajemník jünnanského provinčního výboru KS Číny (2014–2016), tajemník vnitromongolského oblastního výboru KS Číny (2016–2019), ministr občanských záležitostí (2019–2022)                                                                                        |
| Š’ Tchaj-feng (石泰峰) (* 1956)   | leden 2020    | červenec 2022 | předtím guvernér Ťiang-su (2015–2017), tajemník ningsiaského oblastního výboru KS Číny (2017–2019), tajemník vnitromongolského oblastního výboru KS Číny (2019–2022), člen politbyra ÚV KS Číny (2022– ) a tajemník ÚV KS Číny (2022– ), místopředseda celostátního výboru ČLPPS (2023– )               |
| Sun Šao-čcheng (孙绍骋) (* 1960)  | leden 2023    | ve funkci     | předtím ministr pro záležitosti veteránů (2018–2022), tajemník vnitromongolského oblastního výboru KS Číny (2022– ) |

## Předsedové vnitromongolského oblastního výboru Čínského lidového politického poradního shromáždění (ČLPPS, od 1955)
| Jméno (životní data)                 | Od            | Do            | Další funkce a poznámky |
| ------------------------------------ | ------------- | ------------- | --- |
| Jang Č’-lin (楊植霖) (1911–1992)     | únor 1955     | květen 1965   | později první tajemník čchingchajského provinčního výboru KS Číny (1962–1966), předseda čchingchajského provinčního výboru ČLPPS (1963–1966), předseda kansuského provinčního výboru ČLPPS (1979–1983) |
| Ulanfu (乌兰夫) (1906–1988)          | květen 1965   | 1966          | tajemník vnitromongolského oblastního výboru KS Číny (1947–1966), předseda lidové vlády Vnitřního Mongolska (1947–1966), velitel a komisař vnitromongolského vojenského okruhu (1949–1966), kandidát politbyra ÚV KS Číny (1956–1966) a člen politbyra ÚV KS Číny (1977–1985), viceprezident ČLR (1983–1988) |
| Jou Tchaj-čung (尤太忠) (1918–1998)  | prosinec 1977 | prosinec 1979 | první tajemník vnitromongolského oblastního výboru KS Číny (1971–1978), předseda revolučního výboru Vnitřního Mongolska (1971–1978), později velitel čchengtuského vojenského okruhu (1980–1982), velitel kuangčouského vojenského okruhu (1982–1987)                                                        |
| Kchuej Pi (奎璧) (1903–1986)         | prosinec 1979 | duben 1983    | Mongol |
| Š’ Šeng-žung (石生荣) (1919–2000)    | duben 1983    | květen 1993   | |
| Čchien Fen-jung (千奋勇) (1930–2009) | květen 1993   | únor 2001     | Mongol |
| Wang Čan (王占) (* 1941)             | únor 2001     | leden 2007    | |
| Čchen Kuang-lin (陈光林) (* 1946)    | leden 2007    | leden 2011    | |
| Žen Ja-pching (任亚平) (* 1952)      | leden 2011    | leden 2018    | |
| Li Ťia (李佳) (* 1961)               | leden 2018    | leden 2019    | později předseda šansijského provinčního výboru ČLPPS (2019–2023) |
| Li Siou-ling (李秀领) (* 1962)       | leden 2019    | leden 2023    | později předseda pekingského městského lidového shromáždění (2023– ) |
| Čang Jen-kchun (张延昆) (* 1963)     | leden 2023    | ve funkci     | |